# Гермилсилан
Гермилсилан — неорганическое соединение,
германопроизводное дисилана (или кремниевое производное дигермана) с формулой H3SiGeH3,
бесцветный газ,
самовоспламеняется на воздухе.

## Получение
- Реакция силилкалия и хлоргермана:

{\displaystyle {\mathsf {KSiH_{3}+GeH_{3}Cl\ {\xrightarrow {}}\ H_{3}SiGeH_{3}+KCl}}}
продукты реакции очищают фракционной перегонкой в низкотемпературной колонке (-112°С) от Si2H6 и Ge2H6.
- Действие слабым электрическим разрядом на смесь моносилана и германа с последующим разделением продуктов реакций фракционной перегонкой.

## Физические свойства
Гермилсилан образует бесцветный газ,
который самовоспламеняется на воздухе.

## Химические свойства
- Разлагается при нагревании:

{\displaystyle {\mathsf {H_{3}SiGeH_{3}\ {\xrightarrow {T}}\ SiH_{4}+GeH_{2}}}}